# Tomislav Erceg
Tomislav Erceg, hrvaški nogometaš, * 22. oktober 1971.
Za hrvaško reprezentanco je odigral štiri uradne tekme in dosegel en gol.